# Vytautas Plečkaitis
Vytautas Plečkaitis (ur. 16 października 1950 w Kalwarii) – litewski historyk, działacz społeczny i dyplomata, poseł na Sejm Republiki Litewskiej (1990–1996), ambasador na Ukrainie i w Szwajcarii.

## Życiorys
W młodości pracował w jednym z zakładów budowlanych w Mariampolu, później nauczał historii w szkołach Suwalszczyzny. W 1981 ukończył studia na Wydziale Historii Uniwersytetu Wileńskiego. Od 1989 do 1991 był wicedyrektorem Muzeum Historycznego Małej Litwy w Kłajpedzie.
Pod koniec lat 80. zaangażował się w działalność niepodległościową, zostając członkiem Sejmu Sąjūdisu, był także wiceprzewodniczącym tego ruchu w Kłajpedzie.
W 1990 wybrano go do Rady Najwyższej Litewskiej SRR. 11 marca tego samego roku złożył swój podpis pod Aktem Przywrócenia Państwa Litewskiego. Po raz kolejny mandat uzyskał w 1992 (z ramienia Litewskiej Partii Socjaldemokratycznej), został wówczas przewodniczącym polsko-litewskiej grupy parlamentarnej oraz wiceprzewodniczącym analogicznej grupy litewsko-niemieckiej.
Od 1996 pracował w Ministerstwie Spraw Zagranicznych. W tym samym roku został mianowany ambasadorem Litwy na Ukrainie – urząd pełnił do 2001. Był również akredytowany w Mołdawii (1997–2001) oraz Gruzji (2000–2001). Po powrocie do kraju podjął ponownie pracę w Ministerstwie Spraw Zagranicznych.
W grudniu 2005 został mianowany konsulem generalnym Litwy w Genewie, a w sierpniu 2007 ambasadorem Republiki Litewskiej w Szwajcarii. Misję tę wykonywał do 2010. W 2013 został doradcą społecznym premiera Algirdasa Butkevičiusa ds. polityki zagranicznej i współpracy regionalnej.
Jest autorem książki Šveicarija, kurios nepažįstame.

## Ordery i odznaczenia
- Krzyż Komandorski Orderu Zasługi Litwy (2003)[3]
- Medal Niepodległości Litwy (2000)[3]
- Krzyż Kawalerski Orderu Zasługi Rzeczypospolitej Polskiej (1996)[4]
- Order Księcia Jarosława Mądrego III klasy (1998)[5]